# No-dachi
No-dachi (jap. 野太刀) – japońska długa sieczna broń biała, należąca do grupy tzw. mieczy japońskich (nihon-tō). No-dachi był bronią bardzo długą (najczęściej mierzącą ok. 1,4 m), noszoną przez plecy i wykorzystywaną w feudalnej Japonii do walki w polu, od czego zaczerpnął swą nazwę (no to w języku japońskim równina, pole).

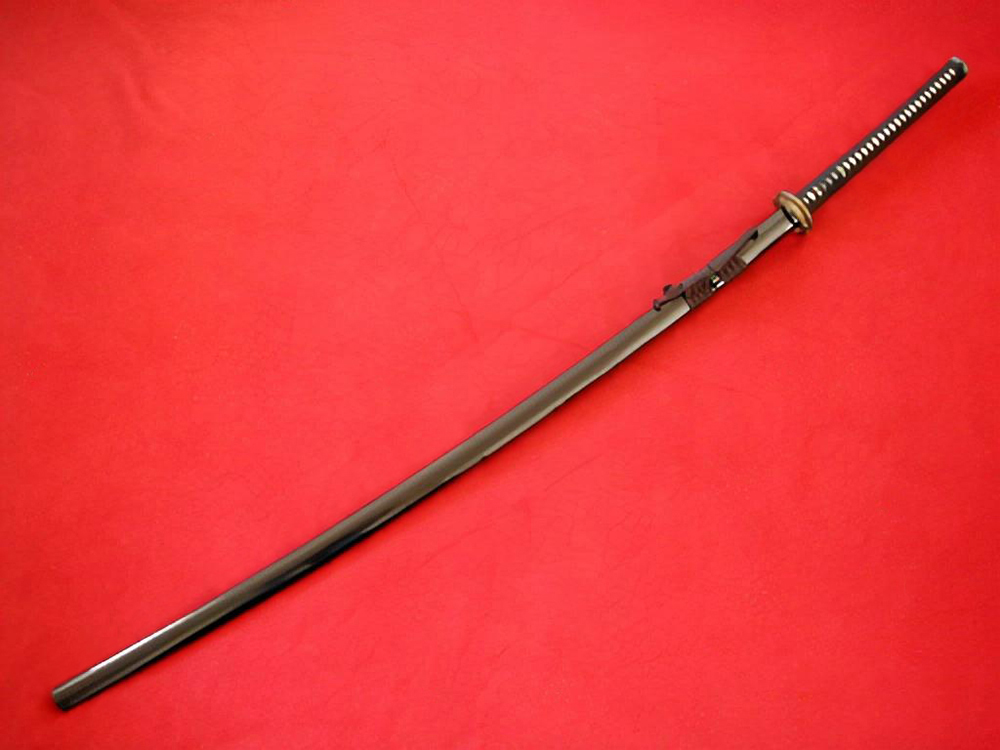
No-dachi

Nazwa no-dachi jest używana zamiennie z ō-dachi. O ile jednak ō-dachi odnosi się do dowolnego typu dużych nihon-tō, to no-dachi – do konkretnego rodzaju o określonym przeznaczeniu.

## Historia i zastosowanie
No-dachi był zbliżony wyglądem i wykonaniem do tachi, lecz był znacznie dłuższy. Ostrze rzadko mierzyło poniżej 3 shaku, a rękojeść 1 shaku, czyli łącznie ponad 120 cm. Miecz przewieszano przez ramię wąskim pasem i zapinano po prawej stronie talii tak, że rękojeść znajdowała się po lewej stronie.
Broń ta była wykorzystywana z racji swoich rozmiarów jedynie przez piechotę oraz wyłącznie na otwartej przestrzeni, najczęściej przeciwko kawalerii. Głównym celem ataku było wykorzystanie siły i przyspieszenia miecza do zrzucenia jeźdźca z konia lub wręcz połamania nóg wierzchowca w celu uziemienia przeciwnika.
No-dachi były jednak rzadko spotykane z kilku powodów:
- trudności wykucia i zahartowania tak długiej głowni;
- dużej siły potrzebnej do prawidłowego władania bronią;
- mniejszej efektywności w porównaniu do naginaty czy nagamaki, które spełniały podobne role na polu walki.

Z powodu imponujących rozmiarów, no-dachi upodobało sobie wielu artystów, którzy na swoich obrazach o tematyce batalistycznej często przedstawiali dzierżących je wojowników.
Prawdopodobnie najsławniejszym szermierzem posługującym się no-dachi był żyjący w XVII w. Kojirō Sasaki, który z użyciem tej broni stoczył przegrany pojedynek z Musashim Miyamoto, uznawanym za najwybitniejszego japońskiego szermierza.
Współcześnie niewiele jest szkół walki uczących posługiwania się no-dachi, jedną z nich jest Kage-ryū, w której zamiast nazwy no-dachi używa się zamiennie nazwy chōken.